# Dachentwässerung

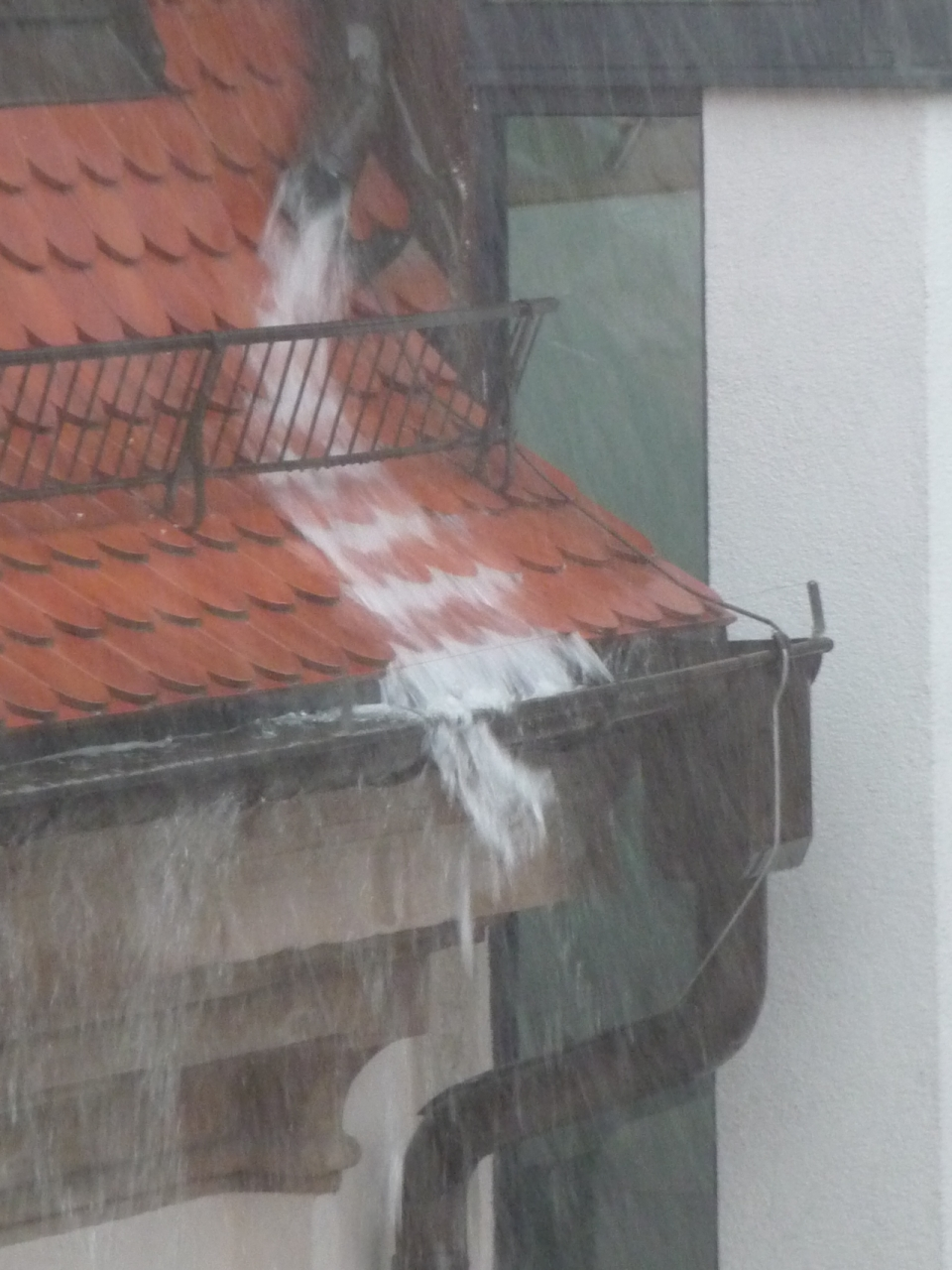
Überlaufende Dachrinne

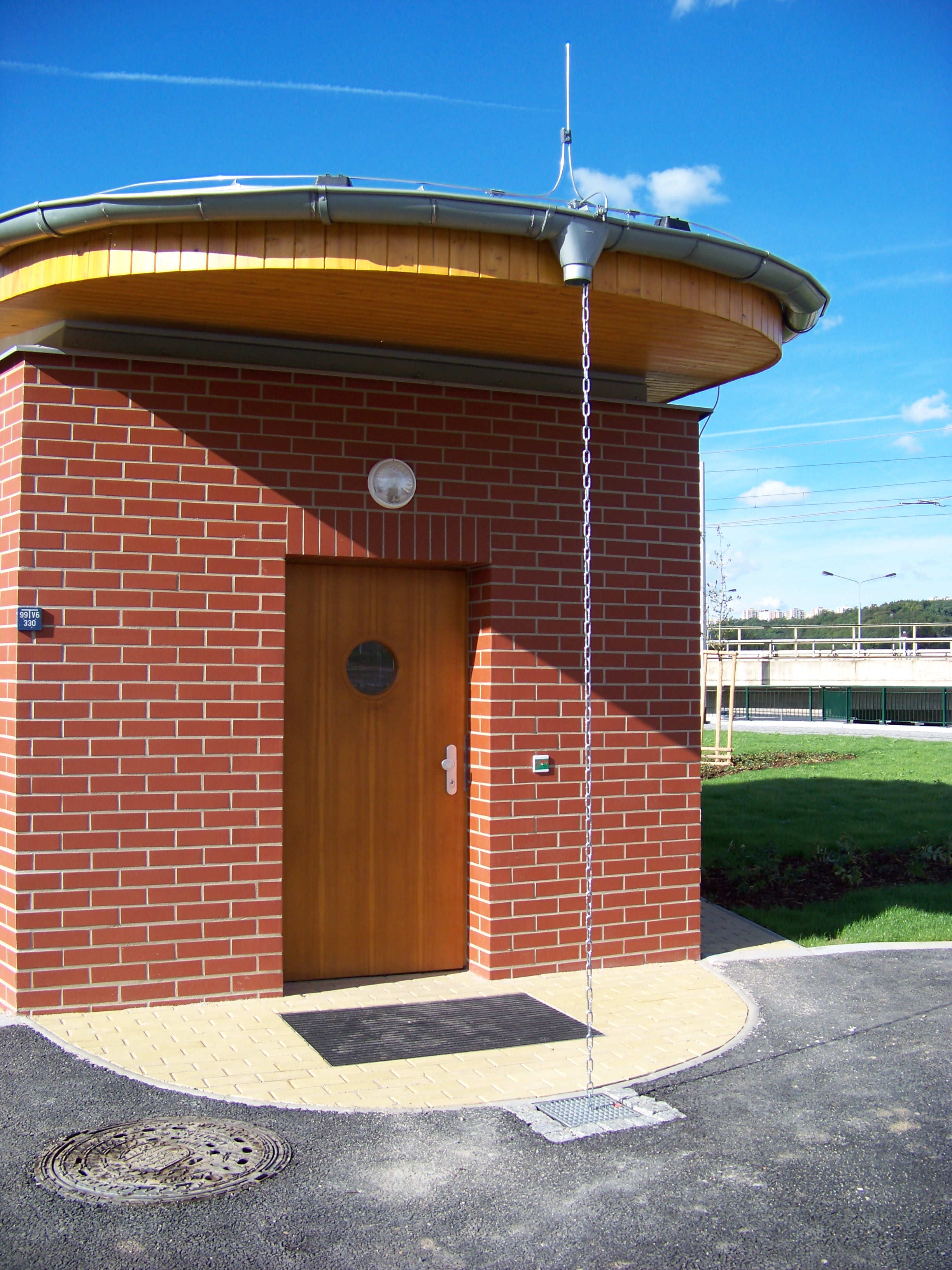
Statt über ein Fallrohr kann Regenwasser auch über eine Regenablaufkette abgeführt werden.

Eine Dachentwässerung ist eine technische Anlage zur Ableitung des Regenwassers von Dächern. Grundsätzlich unterscheidet man außen- und innenliegende Dachentwässerungen. Außenliegende Anlagen bestehen aus Regenrinne, Zubehörteilen und Regenfallrohr. Sie dient der Vermeidung von Außen- oder Kellerwand-Durchfeuchtungen, Beeinträchtigungen oder Verschmutzungen durch Spritz- oder Tropfwasser sowie Sicherung von Verkehrswegen gegen von Niederschlägen oder Eis ausgehenden Gefahren. Sie leitet das Niederschlagswasser in das öffentliche Entwässerungsnetz, eine Regenwassernutzungsanlage oder Regenwasserversickerung ein. Innenliegende Dachentwässerungsanlagen bestehen aus Gullys und Fallrohren, wobei die Gullys über eine innenliegende Rinne (Trogrinne) verbunden sein können.

## Auslegung
Dachentwässerungssysteme müssen seit Juli 2001 mit einer hydraulischen Berechnung auf ihre ausreichende Dimensionierung untersucht werden.
Aus wirtschaftlichen Gründen und zur Sicherstellung der Selbstreinigungsfähigkeit wird dabei ein nur mittleres Regenereignis zugrunde gelegt.
Gemäß DIN 1986-100 ist dieses die örtliche Fünfminutenregenspende, die statistisch einmal in fünf Jahren niedergeht und in l/(s*ha) gemessen wird.
Weitere Einflussfaktoren sind die angeschlossene Dachfläche, wobei die in den Grundriss projizierte Niederschlagsfläche herangezogen wird, der Abflussbeiwert von Dachflächen (abhängig vom Dachgefälle und der zeitlichen Verzögerungen zwischen Regenwasserspende und tatsächlichem Abfluss) sowie Einflüsse aus Rinnenlänge, Rinnenwinkel, Laubfangkörben und Fallleitungsverziehungen, die zur Reduzierung des Abflussvermögens führen können (s. DIN 1986-100).
Eine Entwässerungsanlage ist bei der Planung als Gesamtsystem von der Regenwassereinzugsfläche über Rinnen und Abläufe, den Grundleitungen, bis hin zum Kanalanschluss bzw. zur Versickerungsanlage zu betrachten.

## Normen
Die Anforderungen, Ausführung, Dimensionierung und Berechnungsgrundlagen sind in folgenden Richtlinien geregelt:
- DIN EN 12 056-3 Schwerkraftentwässerungsanlagen innerhalb von Gebäuden, Teil 3 – Dachentwässerung, Planung und Bemessung
- DIN 1986-100 Entwässerungsanlagen für Gebäude und Grundstücke, Teil 100 – Zusätzliche Bestimmungen zu DIN EN 752 und DIN EN 12 056
- DIN EN 612 Hängedachrinnen und Regenfallrohre aus Metallblech; Begriffe, Einteilung und Anforderungen
- DIN EN 1462 Rinnenhalter für Hängedachrinnen; Anforderungen und Prüfung
- VDI 3806 Dachentwässerung mit Druckströmung > Diese Richtlinie wurde 2009-01 zurückgezogen und ist in die DIN 1986-100 eingegangen.